# Коган, Виктор Ильич
Ви́ктор Ильи́ч Ко́ган (4 апреля 1949 — 7 сентября 2024, Москва) — российский переводчик англо-американской литературы.

## Творчество
Переводил произведения Чарлза Буковски, Тома Вулфа, У. Берроуза, Дж. Керуака, Ежи Косински, Р. Ирвина, Т. Пинчона, Иэна Макьюэна, Хьюберта Селби, Кристофера Бакли, Фицджеральда и др. Писал также под псевдонимом Алан Смити.
В интервью Елене Калашниковой признался, что «не стал бы переводить женщин. Это не мужской шовинизм, просто мне трудно будет понять их психологию».

## Отзывы
Журналист Кирилл Михайлов назвал когановский перевод Фицджеральда «шедевральным»: 
Такие «тексты безвременья» в шедевральном переводе Виктора Когана. Часть этих текстов в переводе на русский публиковалась в переводе Зверева, но в переводе Когана этот сборничек выглядит такой, с одной стороны, элегией, а с другой — поэтическим свидетельством перемен в американской и европейской культуре между двумя войнами. Конец старого мира, начало нового. Коган редко берётся за новые переводы, а он один из классиков русского перевода с английского языка. Человек ещё в 85-м году впервые переводил Буковски в стол.
Дмитрий Волчек резко отрицательно отозвался о когановских переводах Берроуза: 
Я думаю, что уважаемому В. Когану не стоило вообще браться за переводы Берроуза. Тёмные места не в книге, а в его образовании. Коган погубил русского Берроуза. Просто взял и зарезал без наркоза. «Голый завтрак» — это ахинея. Когановский Берроуз — косноязычный мямля.
Филолог и поэт Анна Герасимова так отозвалась о когановских переводах Керуака (которого переводила и сама):
Переводы Виктора Когана хороши, несмотря на несколько повышенный, на мой вкус, градус выразительности, мне по душе более спокойный, гладкий текст, из которого ничего не торчит, если Вы понимаете, о чем я. Коган прекрасно перевёл Буковского.
Виктория Шохина назвала перевод Керуака, сделанный в середине 1990-х, «добросовестным и точным»:
Только название — «В дороге» — мне кажется менее удачным, чем «На дороге».

## Смерть
7 сентября 2024 года вечером Коган был найден мёртвым в квартире в Москве. Прах захоронен на Донском кладбище.